# Druga bojna HVO Novi grad
Na području sarajevske općine Novo Sarajevo ustrojavanje vojne formacije HVO-a počelo je tijekom srpnja 1992. godine. Do tada su bojovnici s općinskog teritorija djelovali u okviru HVO-a Novo Sarajevo. Prvi vod buduće bojne u sastavu HVO brigade Kralj Tvrtko upućen je na obuku 28. srpnja 1992. i od tada je obuka bila obvezna za sve novake. Po završetku obuke bojovnici su uglavnom upućivani na obrambenu crtu Otes – Azići – Stup, koju je postrojba držala.